# Luis Almarcha Hernández
 Luis Almarcha Hernández  (Orihuela, 14 de octubre de 1887-León, 17 de diciembre de 1974) fue un clérigo y político español, obispo de León (1944-1970), procurador en Cortes e impulsor de iniciativas vinculadas al catolicismo social.

## Vida

### Seminario Diocesano de Orihuela
Comenzó a cursar estudios eclesiásticos en el Seminario Diocesano de Orihuela a los once años, estudiando Humanidades, Filosofía y Teología y, diez años después, en 1908, se traslada a Roma, donde obtiene el grado de Doctor en Derecho Canónico en la Universidad Gregoriana. Es ordenado sacerdote el 17 de julio de 1910, y a su regreso a Orihuela dos años después obtuvo la plaza de canónigo de la Catedral. También es nombrado profesor del Seminario y Prefecto de Disciplina. En 1923 fue nombrado chantre de la Catedral, y en 1924 vicario general de la diócesis.

### Difusor de la obra social católica
Las frecuentes ausencias del prelado oriolano, Javier Irastorza, le convirtieron en el hombre clave del obispado antes y durante la II República. Activo difusor de la obra social católica, en 1914 fundó el Sindicato de Obreros Católicos de Nuestro Padre Jesús y, cinco años después, la Federación de Sindicatos Agrícolas Católicos de la Vega Baja del Segura, la cual alcanzó una presencia notable en el conjunto del sindicalismo católico español. Fue asimismo consejero de la Caja de Ahorros de Nuestra Señora de Monserrate, creó el Círculo Católico de San José para Obreros, que se transformó en la Casa Social Católica de Orihuela, y en 1933 fundó el Instituto Social. Dirigió desde 1914 la revista La Lectura Popular, y en 1931 El Pueblo, órgano de la Federación de Sindicatos citada.
Ha sido hecho notar que su biblioteca jugó un papel fundamental en la formación del futuro poeta Miguel Hernández, que había tenido que abandonar sus estudios para ayudar a su padre en sus labores de pastoreo.

### Guerra Civil
Al inicio de la Guerra Civil fue encarcelado en Barcelona por espacio de un año, pero consiguió huir a Francia y al término del conflicto volvió a España.

### Procurador en Cortes
Procurador en Cortes nato por su condición de miembro de la Junta Extraordinaria de la Delegación Nacional de Sindicatos durante la I Legislatura de las Cortes Españolas (1943-1946).
Miembro del Consejo del Reino. Intervino en la redacción de numerosas leyes (Auxilio a Familias Numerosas, Seguros del servicio doméstico, etc.). Ocupó también el cargo de asesor nacional eclesiástico de Sindicatos desde 1948. Además, entre sus innumerables nombramientos y distinciones figuran los de asesor nacional de Sindicatos, consejero nato de la Casa de León en Madrid, presidente honorario de la Caja Rural Cooperativa Agrícola Católica de Aspe, consejero de honor del Instituto Nacional de Previsión de León, presidente de la Junta Nacional de Arte Sacro, asistente del Solio Pontificio, consejero de honor del Consejo Superior de Investigaciones Científicas, etc.
Estaba en posesión de la gran cruz de la Orden de San Raimundo de Peñafort, de la gran cruz de la Orden de Cisneros, de la gran cruz de la Orden de Alfonso X el Sabio, de la gran cruz de la Orden de Isabel la Católica, y de la medalla de honor personal de la Real Academia de San Fernando.

### Obispo de León
El 10 de julio de 1944 Pío XII lo nombró obispo de León, siendo consagrado el 29 de octubre del mismo año, cargo que desempeñó hasta el 4 de abril de 1970. Participó en todas las sesiones del Concilio Vaticano II, siendo notables sus intervenciones sobre arte sacro, doctrina social y formación de los sacerdotes. Realizó cinco visitas pastorales completas a la diócesis, y bajo su mandato e iniciativa tuvieron lugar en León acontecimientos tan importantes como el VI Congreso Eucarístico Nacional, I y II Semana Nacional de Arte Sacro, Año Isidoriano, XI Centenario del Concilio de Coyanza y un sínodo diocesano. Creó en León: el Centro de Estudios e Investigaciones “San Isidoro”; la Escuela Superior de Arte Sacro, realizando una colosal obra de conservación del patrimonio artístico, y el instituto secular san Isidoro, para los sacerdotes de la diócesis. Uno de los mayores logros del obispo fue la creación de una cooperativa de Casas Baratas en el barrio de San José de las Ventas de León, poco tiempo después de fundar las Cajas de Pobres. No obstante todo ello, visitó la diócesis de Orihuela con asiduidad y siguió difundiendo la doctrina social católica y los principios del cooperativismo en numerosos actos públicos, respaldando el modelo sindical franquista. Fue nombrado hijo predilecto de Orihuela en 1944 y adoptivo de León y provincia en 1964.  
El 4 de abril de 1970 presentó su dimisión por motivos de salud, dimisión que le fue concedida, siendo nombrado obispo titular dimisionario de León.
Tiene una calle dedicada en el barrio de El Ejido.

## Obra
Publicó varias obras de contenido social (La cooperación como sistema económico social, Orihuela, 1944, y La empresa cooperativa, Orihuela, 1959). Sus obras completas en cuatro tomos fueron editadas por el Centro de Estudios “San Isidoro” y el Archivo Histórico Diocesano: Escritos del Excmo. y Rvdmo. Sr. D. Luis Almarcha Hernández, Obispo de León (León, 1970). El primero de estos volúmenes está dedicado al corporativismo como sistema económico-social. El segundo tomo se centra en el ideario social, recogiendo pastorales, ponencias y discursos. El tercero está dedicado a los escritos doctrinales y pastorales, y el cuarto, “Instituciones y Diócesis”, se detiene en los más variados campos de la investigación, la cultura, el apostolado, la pastoral y la previsión del clero.
Póstumamente se editó Mi cautiverio en el dominio rojo (19 de julio de 1936 a 25 de julio de 1937) (León, 1994).